# Rozalia Galijeva
Rozalia Ilfatovna Galijeva (ryska: Розалия Ильфатовна Галиева), född den 28 april 1977 i Olmaliq i Uzbekiska SSR i Sovjetunionen (nu Uzbekistan), är en rysk före detta gymnast.
Hon tog OS-silver i lagmångkampen i samband med de olympiska gymnastiktävlingarna 1996 i Atlanta.